# Escopa
|  | Per a altres significats, vegeu «escopa (joc de cartes)». |

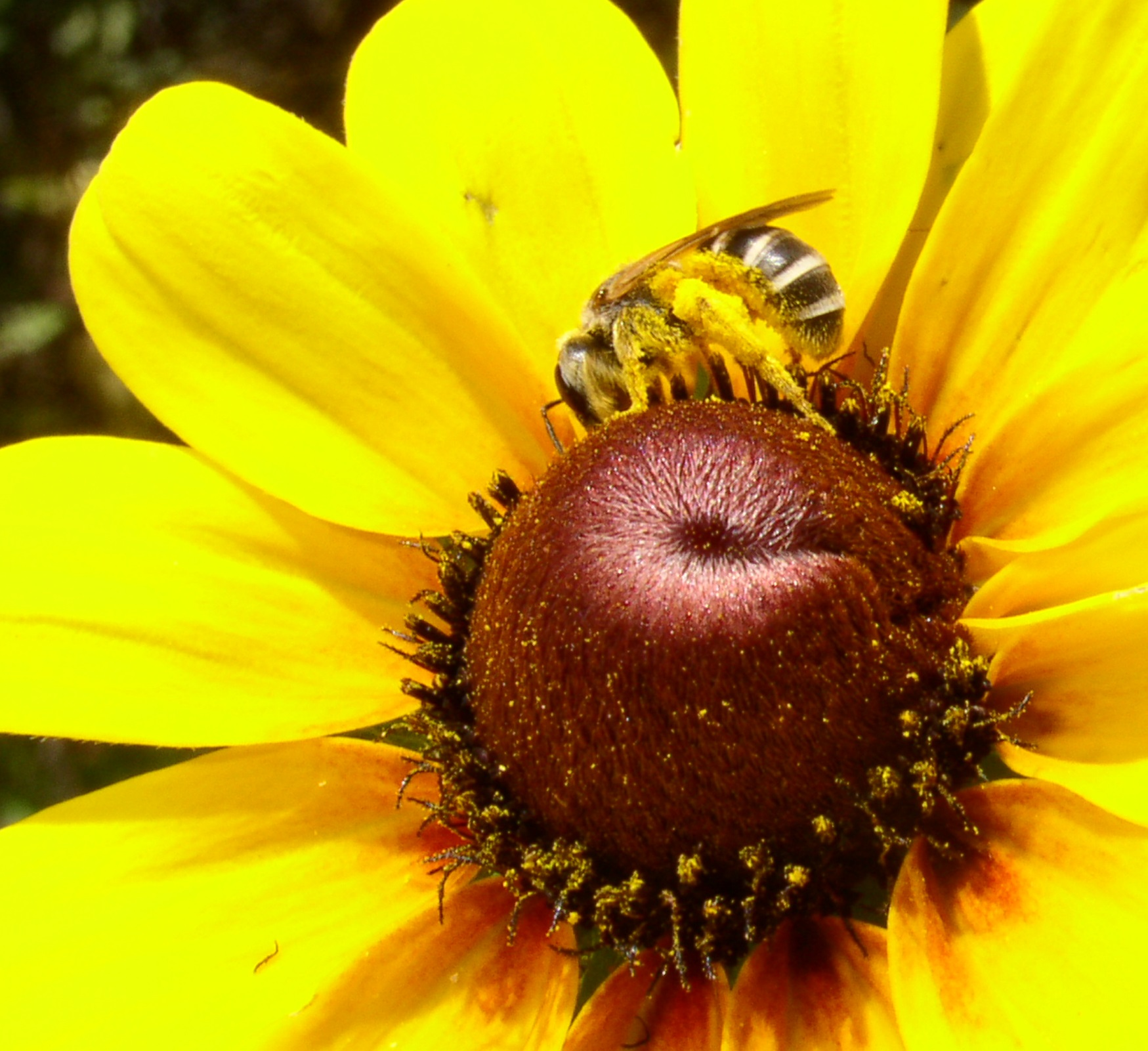
Escopa d'Halictidae; tota la pota posterior i l'abdomen porta pol·len

Escopa o scopa, derivat del llatí que significa “escombra”, és un terme que es refereix a un gran nombre d'estructures modificades del cos d'entre les abelles no paràsites que serveixen per transportar el pol·len. En la majoria de les abelles l'escopa és simplement una massa allargada de pèls sovint embrancats de les potes posteriors. Com a mím es presenten a la tíbia però en algunes espècies també en el fèmur i el trocànter. Unes poques espècies a més tenen pèls modificats en el ventre de l'abdomen. Dins la família Megachilidae els pèls modificats a les potes són absents i l'escopa es limita als pèls abdominals. En l'abella de la mel i el borinots (Bombus) l'escopa està substituïda per la corbícula o cistell del pol·len.

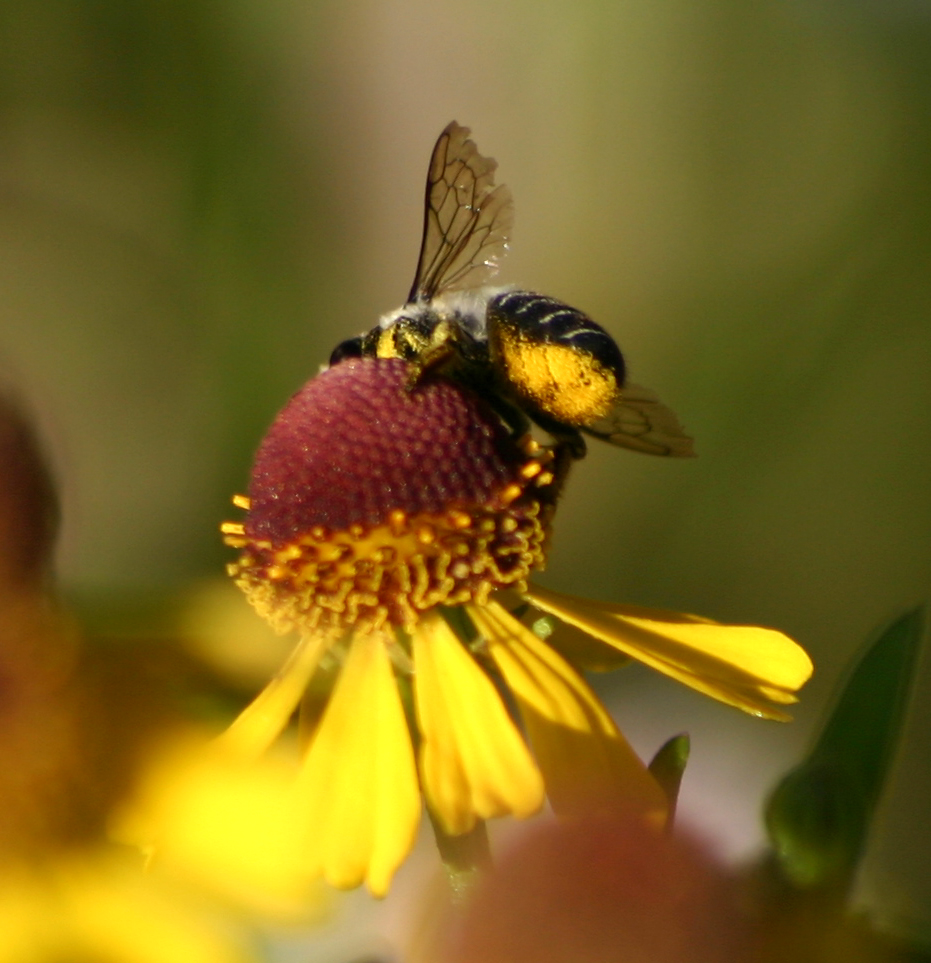
Escopa abdominal de Megachile

Hi ha altres tipus de pèls modificats en els àpids que es poden usar per treure el pol·len, els olis florals o altres productes químics de les plantes i es poden trobar a la cara, parts de la boca o potes frontals o mitjanes, però aquests no es classifiquen com scopa. Les abelles cleptoparàsites no tenen escopa i no recullen el seu propi pol·len.